# ハロルド・マサースキー

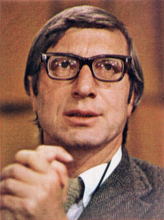
ハロルド・マサースキー

ハロルド・マサースキー（Harold Masursky、1922年12月23日 – 1990年8月24日）はアメリカ合衆国の地質学者、天文学者。
アメリカ地質調査所で働いた後、アメリカ航空宇宙局の上級科学職（senior science member）として加わった。惑星や月の表面の調査を統括し、アポロ計画やバイキング計画で地質学的に価値のある着陸地点を探すことなどを行った。
月のクレータや小惑星(2685) マサースキーは彼に因んで命名された。アメリカ天文学会の惑星科学部門は1991年から惑星科学に貢献した技術者などを顕彰するマサースキー賞を設けた。